# Corts de Barcelona (1446-1448)
Les Corts Catalanes varen ser convocades per la reina Maria de Castella com a lloctinent del rei Alfons el Magnànim a Barcelona entre 1446 i 1448. Era President de la Generalitat Pero Ximénez de Urrea i de Bardaixí.
Aquestes Corts coincideixen amb els afers del pagesos de remença i, més enllà dels assumptes a tractar, era l'evolució de la revolta i les negociacions entre el rei i els remences el tema principal que ocupà als diputats.